# ダニエル・ブーン

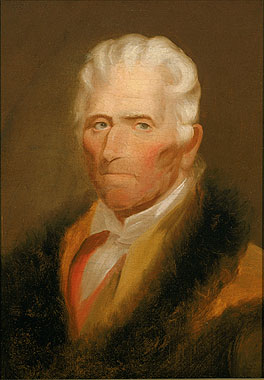
ダニエル・ブーン

ダニエル・ブーン（Daniel Boone, 1734年11月2日 - 1820年9月26日）は、アメリカ合衆国の開拓者、探検家。アメリカ西部における初期の開拓者としてケンタッキーを探検し、狩猟活動を行った。ブーンの勇敢な冒険談は小説にも書かれ、アメリカのみならず世界的にその名を広めた。

## 生涯
ブーンは、勤勉なクエーカー教徒の両親に持ち、ペンシルベニア植民地の辺境で生まれた。農夫であり鍛冶屋であった両親からは鍛冶の手ほどきをほんの少し受けただけで、学校教育はほとんど受けなかった。狩猟と原野を愛し独立心に富んでいたブーンは、すでに13歳のときから狩猟し鉄砲撃ちの名人であったという。1750年には、両親とともにノースカロライナ州に移住した。
1755年、イギリスとフランスと間に発生したフレンチ・インディアン戦争に加わっている。イギリス側で参加していたブーンの部隊が敗北したため、ノースカロライナへ帰っている。1756年には近所に住むレベッカ・ブライアンと結婚し、父親から農地を買ったものの、熱心に農業をすることはなく、ブーンの生活の中心は冒険と狩猟であった。ケンタッキーの地には、ブーン以前に多くの白人が立ち入っていたが、ブーンの冒険談が伝説化して後世へと伝えられた。
ブーンが初めてケンタッキーで狩猟を行ったのは、1767年である。1769年にブーンは、仲間と狩りをするために再びケンタッキーへ向かい、仲間が帰った後も1771年まで1人でケンタッキーに残った。その後、1773年にノースカロライナにいたブーンの家族と、他の数家族を率いてケンタッキーに戻った。だが間もなくインディアンの襲撃に遭い、ブーンの息子と仲間の1人が殺された。
1775年、ブーンと28人の仲間は、トランシルヴァニア会社に雇われ、たびたびインディアンの襲撃に遭いながらも、ウィルダネス・ロード（荒野の道）を切り開いた。この道は、当時、バージニアの東部からケンタッキーを越えるための唯一の道となり、西部への白人の入植を可能にした。ブーンはその中心部にブーンズボロという町を建設し、家族とともに住んだ。ケンタッキーに入植した初めての家族であり、ブーンの妻と娘は、ケンタッキー川岸に立った最初の白人女性であったといわれている。
バージニアの郡となったケンタッキーで、ブーンは民兵の大尉となりインディアンと戦った。1778年にインディアンのショーニー族に捕らえられたが、その首長の信用を得て養子となり、5ヵ月後に脱走してブーンズボロに戻った。その後、イギリスを味方につけたインディアンの襲撃から、ブーンズボロのほか2つの町を防衛した（ブーンズボロ包囲戦）。ブーンはバージニア州議会の議員に選ばれ、人々に尊敬される生活を送っていたが、ビジネスの才はなく、ブーンが所有していたケンタッキーとウェストバージニアの土地を次々と手放すことになった。
その後、ブーンは、すでに息子が住んでいたミズーリ地方に移り住み、死ぬまで狩りや探検をしていた。そして1820年、ブーンはアメリカの初期の開拓者として自然とインディアンと戦った生涯を、そしてアメリカという新しい国が国家として、その領土を西へ西へと拡大していくのをつぶさに目撃してきた長い生涯を、86歳で終えた。
ケンタッキーはアメリカ独立後にバージニアに併合されたが、アメリカが西部を領土として獲得した初めての地となった。ブーン夫妻の遺体は25年後にケンタッキーの地に戻り、埋葬された。
インディアンと戦い、彼らに認められるほどの頑強な体を持ち、荒々しい自然と戦い征服したダニエル・ブーンは、西部開拓時代へのロマンチックな郷愁と重なり、現在も多くのアメリカ人にとってのヒーローである。フェニモア・クーパーの『レザーストッキング物語』の主人公はブーンがモデルだといわれている。ジョン・フィルソンの『ケンタッキーの発見と植民と現状』というブーンの伝記はヨーロッパでも読まれ、さらに詩人ジョージ・ゴードン・バイロンが叙事詩『ドン・ジュアン』の中でブーンを賛美してから、その名は世界的に広まった。